# Główczyn (Grójec)
Pour les articles homonymes, voir Główczyn.
Główczyn (prononciation : [ˈɡwuft͡ʂɨn]) est un village polonais de la gmina de Mogielnica dans le powiat de Grójec de la voïvodie de Mazovie dans le centre-est de la Pologne.
Il se situe à environ 5 kilomètres au nord de Mogielnica (siège de la gmina), 18 kilomètres au sud-ouest de Grójec (siège du powiat) et à 57 kilomètres au sud de Varsovie (capitale de la Pologne).

## Histoire
De 1975 à 1998, le village appartenait administrativement à la voïvodie de Radom.